# Küchenmesser

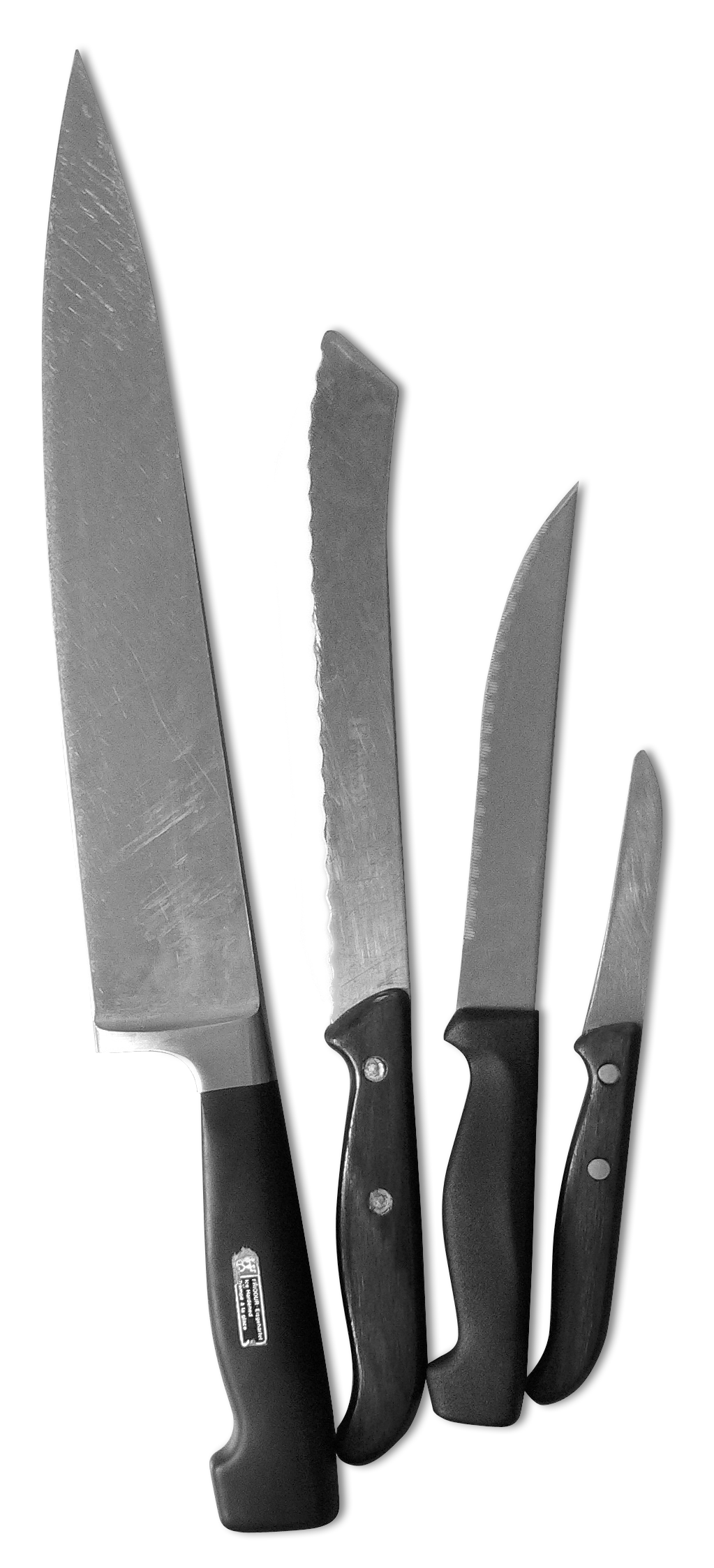
Küchenmesser europäischen Typs; v.l.: Koch-, Brot-, Tomaten-, Allzweckmesser

Küchenmesser sind Messer, die zur Bearbeitung von Lebensmitteln dienen. Im Allgemeinen bestehen sie aus einem Schaft, in den eine aus Stahl oder Keramik gefertigte Klinge eingelassen ist. Formen und Größen von  Küchenmessern variieren je nach Einsatzzweck. Die Qualitätsunterschiede sind groß und reichen von preiswerten gestanzten Klingen bis zu handgeschmiedeten Exemplaren. Fleischer benutzen weniger aufwendig gefertigte Messer als Köche. Die bedeutendsten Herstellerfirmen für Küchenmesser kommen aus Deutschland, Japan und Frankreich. Preiswertere Qualitäten kommen aus Spanien und Portugal und vor allem aus China.

## Arten
Die folgende Einteilung der Messer orientiert sich an ihrem Einsatzzweck.

### Allzweck- oder Spickmesser, Officemesser

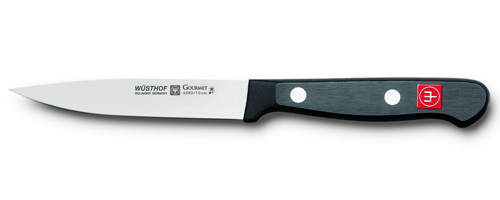
Allzweckmesser

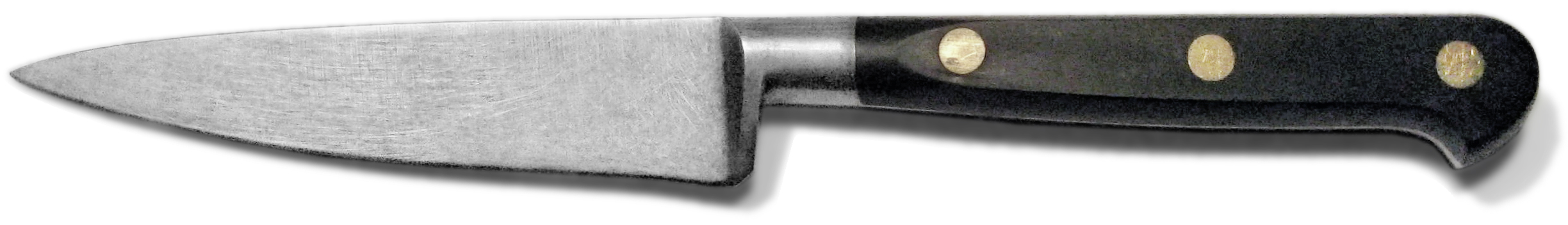
Officemesser

Das Allzweckmesser, alternativ Spickmesser genannt, hat eine schmale Stahlklinge, meist zwischen 9 und 15 cm lang, beim kürzeren Officemesser sind es meist maximal 8 bis 9 cm. Sie läuft in beiden Fällen spitz zu. Das Allzweckmesser ist zum Putzen, Schneiden und Schälen von Gemüse, Obst oder auch kleinerer Fleischstücke geeignet, das kleinere Officemesser wird oft zum Zerkleinern von Zwiebeln, Knoblauch und Kräutern oder dem Abziehen von Tomaten bevorzugt. Zudem wird das handliche Officemesser vielseitig beim Anrichten, Garnieren und Dekorieren von Speisen, Getränken und Desserts genutzt. Allzweck- und Spickmesser, oft in verschiedenen Ausführungen und Qualitäten, fehlen in kaum einem Haushalt und tragen daher je nach Region und Dialekt viele weitere Bezeichnungen: Schneidteufelchen, Schnitzer, Knippchen, Küchenpitter, Pittermesser, Pitterchen, Hümmelchen oder Hümmeken, Zöppken, Kneipchen oder Kneibchen, wobei sich letztere beide aus dem Mittelhochdeutschen Kneip für Messer ableiten. Das englische Wort für Messer „knife“ ist etymologisch mit Kneip verwandt.

### Ausbeinmesser

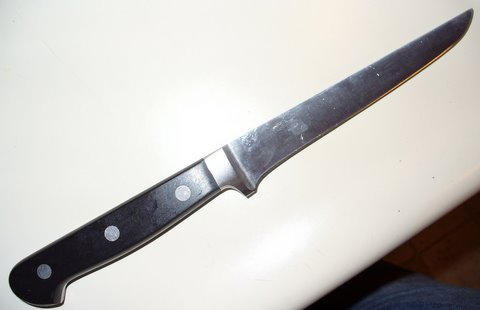
Ausbeinmesser

Ein Ausbeinmesser ist ein Messer für das Entfernen von Knochen und das Enthäuten von Fleisch oder Geflügel. Mit der schmalen und leicht gebogenen Klinge kann es gut entlang des Knochens geführt werden. Es gibt Ausbeinmesser mit starrer oder flexibler Klinge.
Schon im Mittelalter wurde mit dem Messer mit der sogenannten L-Klinge, die nicht länger als 15 cm war, erlegtes Wild enthäutet. Jeder Jäger hatte solch ein Messer dabei. Von dort kam es dann über die Metzgerei zu den Köchen.

### Brotmesser

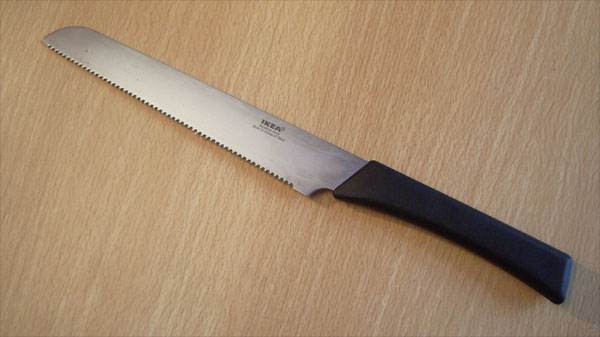
Brotmesser

Ein Brotmesser (auch: Brotsäge) hat eine lange Klinge mit grobem Wellenschliff. Dieser Wellenschliff wurde in den 1930er Jahren von Franz Güde in Solingen verbessert. Die Länge der Klinge ermöglicht es, auch breite Brotlaibe durchzuschneiden. Die groben Rillen verhindern ein Ausflocken der Scheibe. Die Wellen des Brotmessers sind entweder zentral oder auf einer Seite der Klinge angeordnet. Bei einem seitlichen Wellenschliff ist zwischen Messern für Rechtshänder und für Linkshänder zu unterscheiden. Rechtshändige Messer sind von oben betrachtet an der rechten Klingenseite gewellt, linkshändige an der linken.
In den letzten Jahren werden Brotmesser vielfach in leichterer Form mit kürzerer Klinge hergestellt: Heute sind deutlich kleinere Brotlaibe und eher leichte, luftige Brotsorten (Toast, Weißbrote) sowie Vollkornbrotsorten vorherrschend; diese erfordern keine so starken und langen Messer, wie sie früher notwendig waren.

### Buntmesser

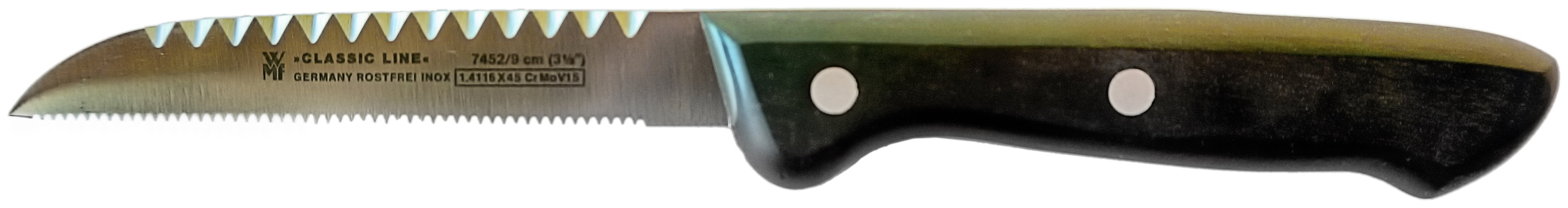
Bunt(schneide)messer

Ein Buntmesser (auch: Buntschneidemesser, Demidoffmesser, Wellenschneidmesser  oder Chartreusemesser) hat keine gerade, sondern eine wellen- oder zickzackförmig profilierte Schneide. Verwendung finden im Haushalt auch Kombiversionen, die mit einer geraden und auf dem Messerrücken mit einer Wellenschneide ausgestattet sind. Man benutzt es, um rohes oder gekochtes Gemüse (z. B. Rote Bete) und Obst dekorativ zu schneiden. Auch Butterscheiben können so dekorativ geschnitten werden.

### Filiermesser
Ein Filiermesser (auch Filetiermesser) ist lang und dünn ausgeschliffen. Es gibt Filiermesser mit flexibler Klinge, die sich dem Verlauf von Knochen und Gräten beim Filetieren anpassen können. Das Filetiermesser ist dem Schinkenmesser (siehe unten) sehr ähnlich, kann aber eine noch schmalere Klinge haben und am Ende sowohl abgerundet als auch spitz zulaufen. Ein Filetiermesser wird in der Fischküche ebenso wie zum hauchdünnen Schneiden von Fleischstücken verwendet.

### Frucht- oder Obstmesser

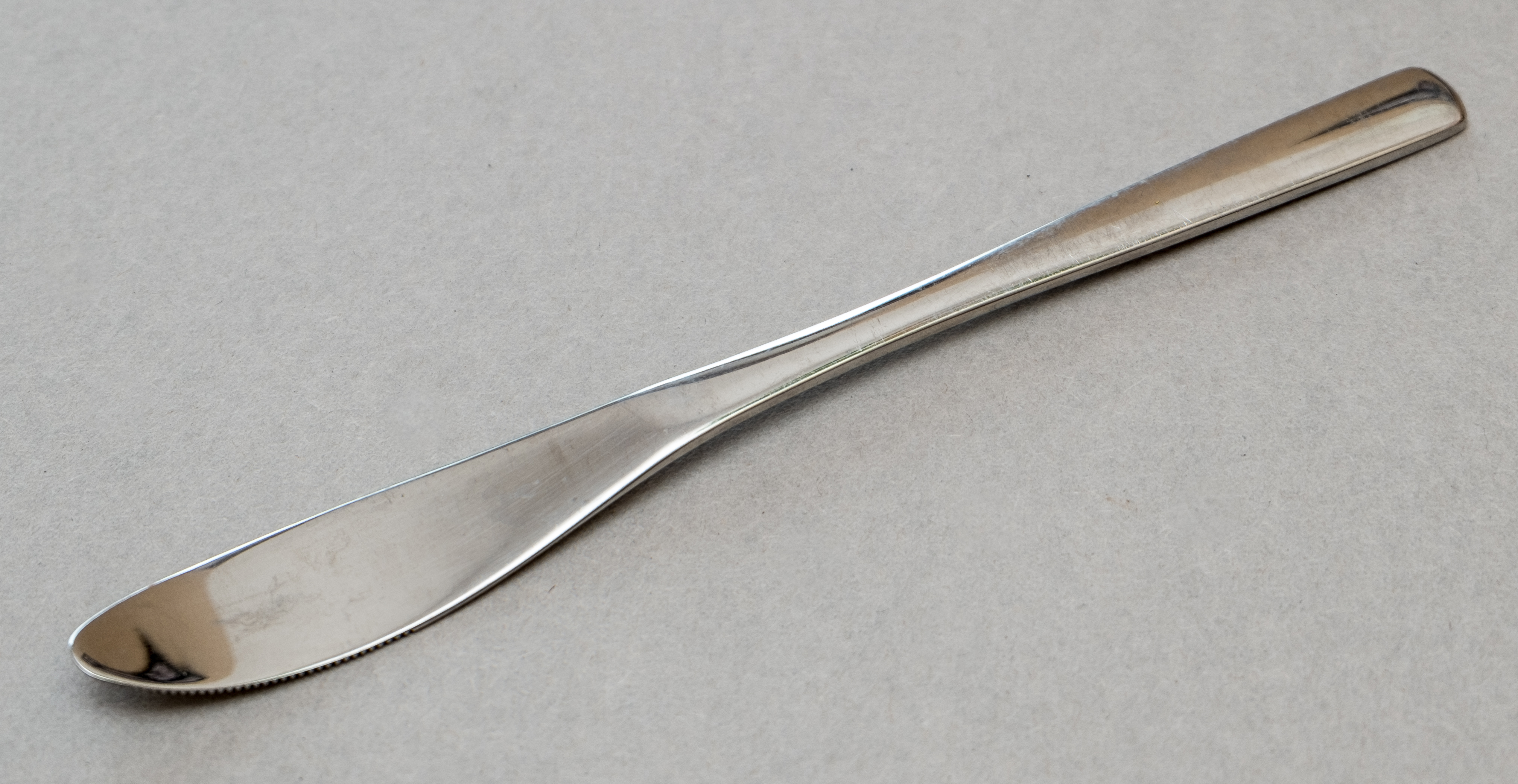
Küchenutensil für das Ausschälen von Grapefruits

Ein Frucht- bzw. Obstmesser ist ein kleines Messer mit gerader, schmaler Klinge, um sowohl gerade Schnitte im Obst machen zu können, aber auch gebogene Schnitte z. B. um das Kerngehäuse bei einem geviertelten Apfel entfernen zu können. Die Klingengeometrie ist oftmals im Sheepfoot-Stil gehalten, um auch an der Spitze feine Schnittbewegungen ausführen zu können.

### Gemüsemesser
Das Gemüsemesser, auch Officemesser, ist kürzer als das Tomatenmesser (bis 9 cm) und hat eine gerade Klinge bei einem gewölbten Rücken.

### Hōchō
Hōchō steht als Sammelbezeichnung für verschiedene Formen japanischer Küchenmesser wie Santoku, Nakiri oder Deba.

### Käsemesser

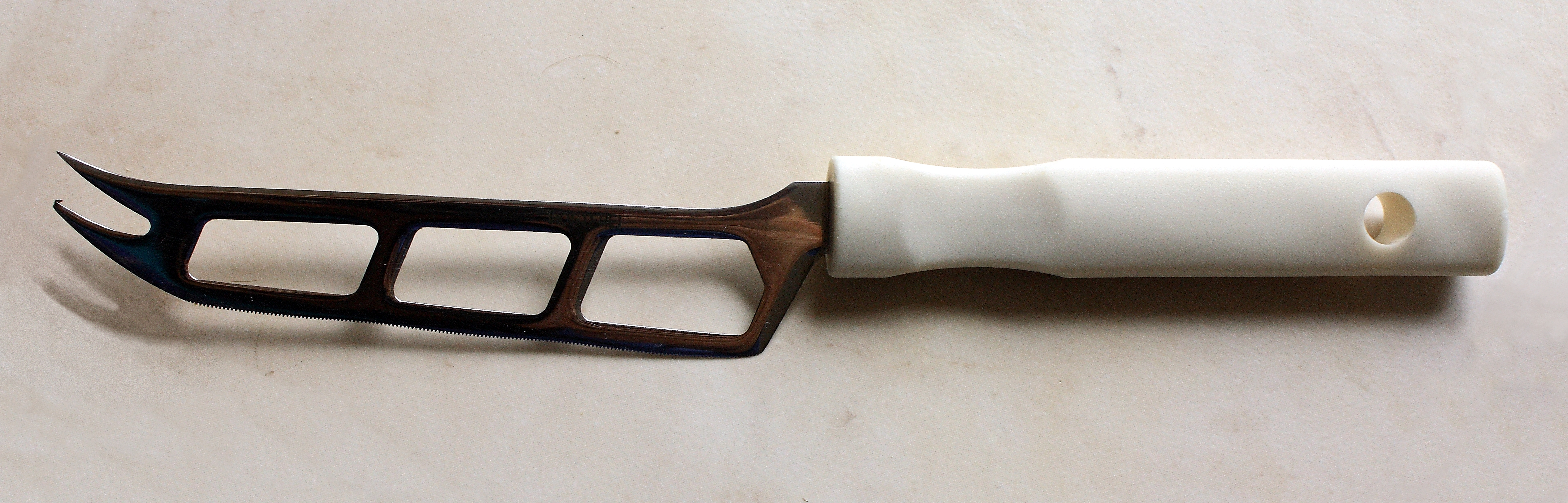
Weichkäsemesser

Ein Käsemesser ist ein mittellanges Messer mit Ausnehmungen (Löchern) und/oder einer Gabelspitze an der Klinge. Dies erleichtert das Schneiden von Käse, vor allem von Weichkäsesorten. Diese, wie z. B. Brie, Camembert oder Romadur, haben ausgereift eine klebrig-weiche Konsistenz. Um ein Verkleben des Messers mit Käseresten zu verhindern, ist die Klinge nicht massiv und besitzt die eben genannten Ausnehmungen. Die Gabelspitze erleichtert das Aufnehmen des abgeschnittenen Käsestücks.

### Kochmesser

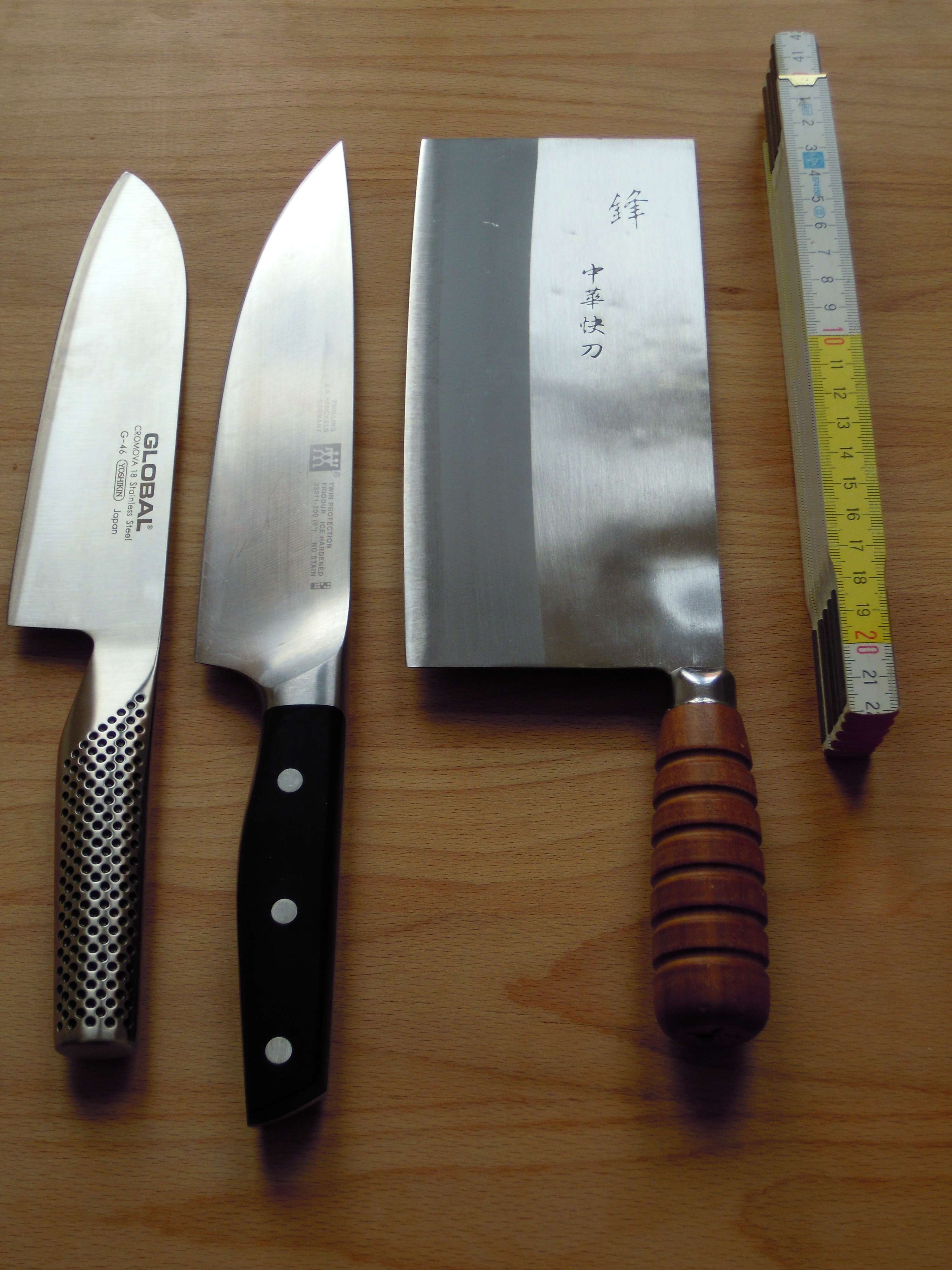
Von links nach rechts: japanisches, deutsches und chinesisches Kochmesser

Ein Kochmesser ist ein schweres Allzweckmesser mit großer Klinge von regulär 15 bis 26 cm Länge, die beidseitig geschliffen ist. Es ist das Universalmesser der Küche und dient zum Zerteilen, Schneiden, Wiegen und Hacken sowohl für Fleisch als auch Gemüse, Salate und Gewürze; es hat eine breitere Klinge als das Allzweckmesser.
Unter den japanischen Messertypen fand in den letzten Jahren das Santoku größere Verbreitung, was Messer der drei Tugenden bedeutet und betont, dass mit diesem Messer Fleisch, Fisch und Gemüse geschnitten werden kann. Es besitzt im Unterschied zum europäischen eine breitere, aber kürzere, an der Spitze zur Schneide abfallende Klinge und wird flacher angeschliffen, was ihm größere Schärfe verleiht. Es gibt Santoku in Längen von 14 bis 18 cm; die Breite kann bis 6 cm betragen. Santoku werden auch in Deutschland produziert und fälschlicherweise oft „Japanmesser“ genannt.
Das chinesische Kochmesser hat die Form eines Hackebeils, ist aber nicht zur Zertrümmerung von Knochen und Knorpeln geeignet, sondern wird zum Schneiden und Hacken von Kräutern und Gemüsen verwendet. Die – ebenfalls beidseitig geschliffene – Klinge ist meist 20 cm lang und kann bis zu 10 cm breit sein. Der Vorteil der Klinge liegt darin, dass man mit ihr Schnittgut bequem vom Brett aufnehmen kann.

Es gibt mittlerweile zudem zahlreiche Mischformen zwischen den Typen.

### Parmesanmesser

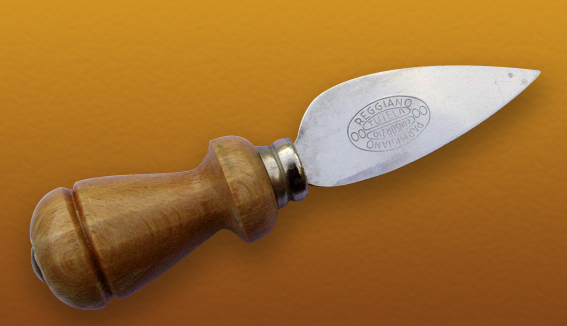
Parmesanmesser

Das Parmesanmesser dient nicht dem Schneiden, sondern dem Spalten und Herausbrechen von Käsestücken aus einem großen, sehr harten Parmesanstück. Es hat einen sehr kurzen, aber massiven Griff und eine stumpfe Klinge.

### Schäl- oder Tourniermesser

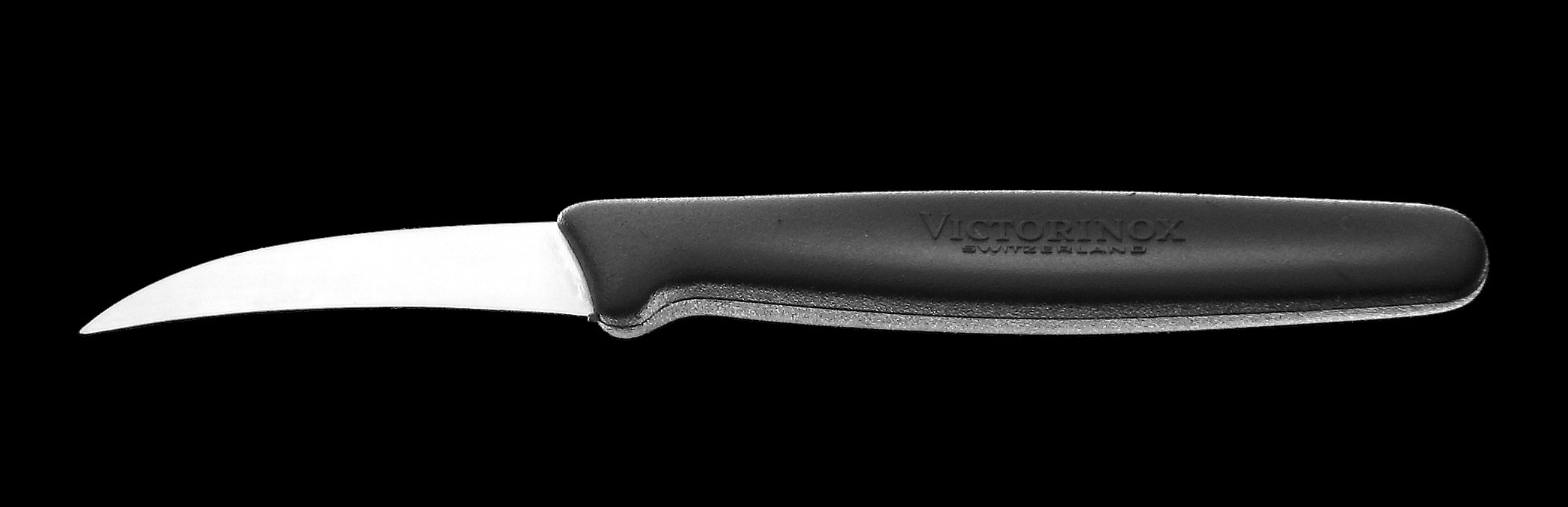
Tourniermesser

Ein Schälmesser ist ein recht kleines, meist um 8 cm langes Messer mit gebogener Klinge, um speziell rundes Obst und Gemüse bequem schälen zu können. Das Schäl- oder Tourniermesser verfügt über eine Klinge in Schnabelform, die sich beim Tournieren von Obst, Gemüse oder Kartoffeln jeder Richtung anpasst und die Arbeit so erleichtert.

### Schinken- oder Lachsmesser
Das Schinken- (spitz zulaufende Form) oder Lachsmesser (abgerundetes Klingenende) eignet sich wegen seiner schmalen Form und der langen Stahlklinge besonders gut zum Scheiden von großen, gut geräucherten oder luftgetrockneten Schinkenstücken, aber auch zum Filetieren von Fischen und zum Schneiden hauchdünner Scheiben aus Fleisch, wie etwa Roastbeef.

### Tomatenmesser

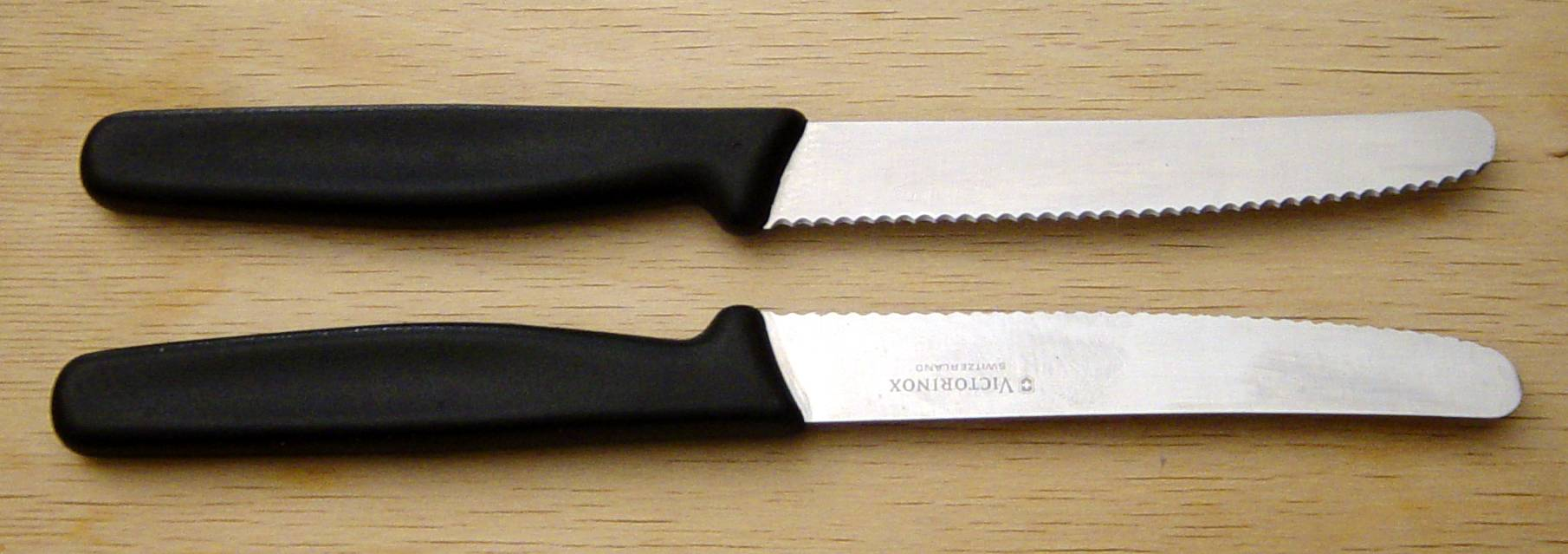
Tomatenmesser

Ein Tomatenmesser hat im Unterschied zum Allzweckmesser eine Sägezahnung der Schneide und ist deshalb besonders zum Schneiden von Tomaten und anderem Gemüse geeignet. Durch die nach oben leicht spitz zulaufende Form der zwischen 12 und 15 cm langen Stahlklinge dringt das Messer mit einem leichten Winkel in das Schnittgut ein und verhindert so ein Zerdrücken desselben. Die Klingenbreite entspricht der des Allzweckmessers.

### Tranchier- oder Fleischmesser
Das Tranchiermesser, auch Fleischmesser genannt, ist ein 15 bis 30 cm langes, schmales, sehr spitz zulaufendes Messer mit einer Einwölbung auf der Klingenrückseite, das in erster Linie zum Schneiden (Tranchieren) von Fleisch verwendet wird. Die Klinge ist ca. 2,5 bis 3 cm breit.

### Wiegemesser

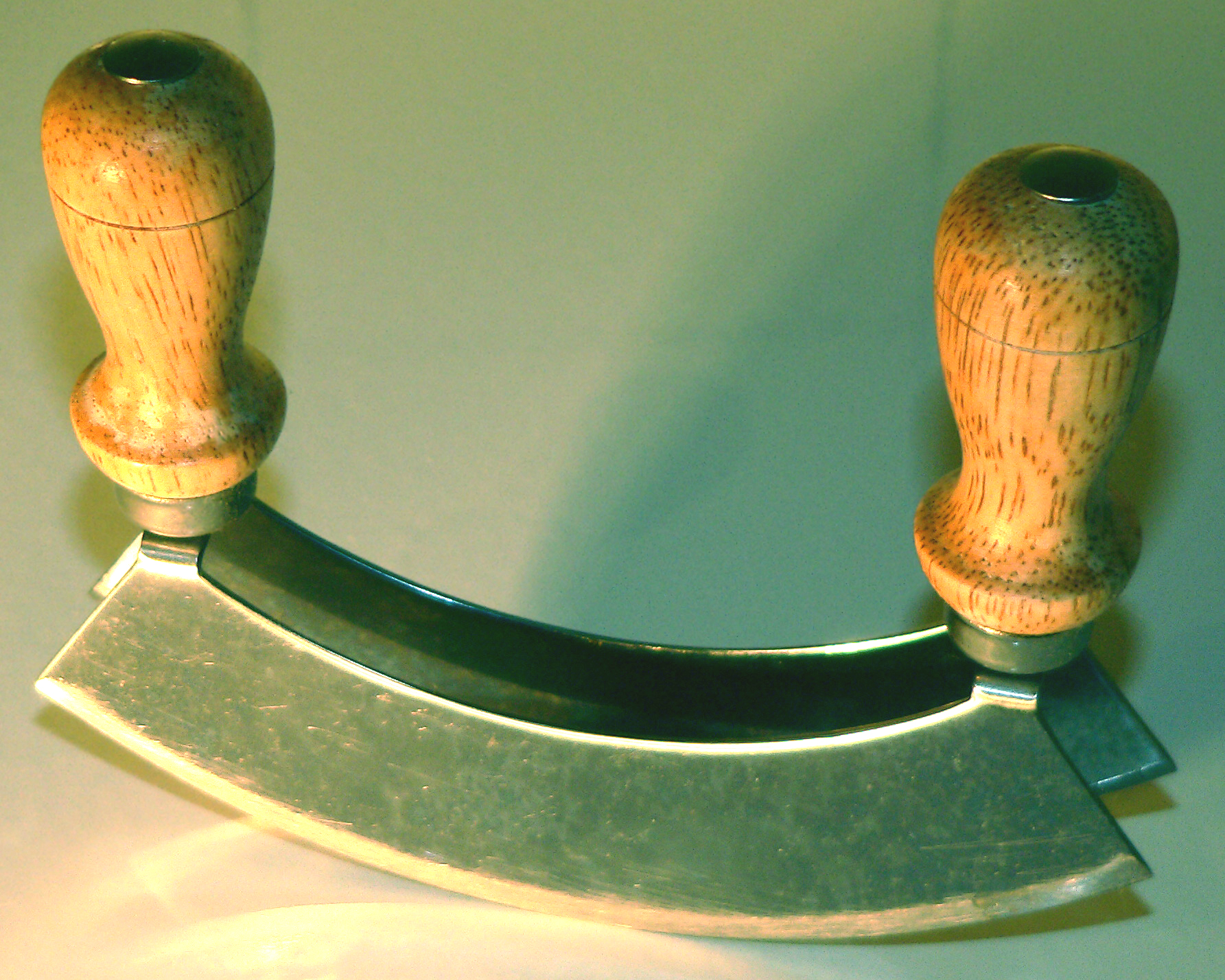
Kleines Haushaltswiegemesser

Das Wiegemesser dient dem Kleinschneiden von Kräutern u. ä. Es hat zwei Griffe und eine runde, scharfe Klinge. Manche Ausführungen besitzen zwei oder drei parallele Klingen. Die Bezeichnung rührt vom Gebrauch des Messers her: man wiegt das Messer hin und her.

### Weitere Messerarten

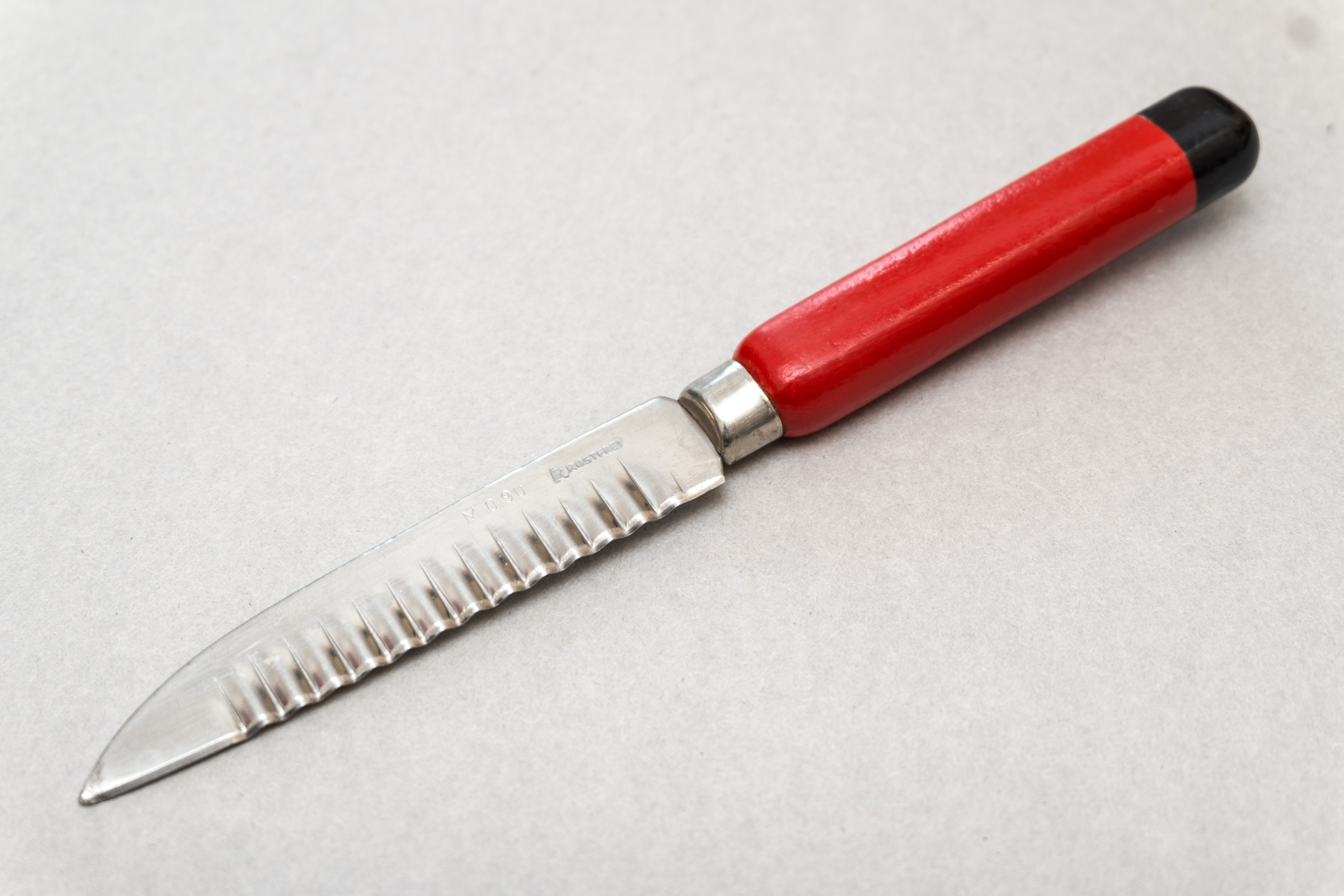
Buntschneidemesser für dekoratives Schneiden von Obst oder Gemüse

Abhäutemesser, Aufschnittmesser, Austernöffner, Austernbrecher, Austernmesser, Bäckermesser, Bankmesser, Barmesser, Beil, Beinmesser, Blockmesser, Blockschaber, Brötchenmesser, Briemesser, Brustbeinmesser, Butterroller, Dekoriermesser, Dolchmesser, Doppelspalter, Emmentalermesser, Entvliesmesser, Fischausbeinmesser, Fischfiletiermesser, Fischfiliermesser, Fischmesser, Fischschupper, Fleischmesser, Frühstücksmesser, Garniermesser, Geflügelmesser, Gefriergutmesser, Gekrösemesser, Hackmesser, Haubeil, Hautmesser, Imbissmesser, Käsehobel, Käseschaufel, Käsespaten, Küchenmesser, Küchenspalter, Kebabmesser, Knochenauslöser, Konditorenmesser, Konditormesser, Konditorsäge, Ladenspalter, Orangenschäler, Pastamesser, Pendelschäler, Pizzaschneider, Polkmesser, Rinderspalter, Rippbeinmesser, Rippenzieher, Roulardenmesser, Salamimesser, Sandwichmesser, Santoku, Schafabhäutemesser, Schlachtmesser, Schlagmesser, Schwartenritzmesser, Schweinespalter, Skinner, Slicer, Sortiermesser, Spalter, Sparschäler, Speckmesser, Stechmesser, Tiefkühlmesser, Tortenmesser, Tranchelard, Universalmesser, Weichkäsemesser, Wurstabbindemesser, Wurstmesser, Zerlegemesser, Zestenreißer, Zitronenschaber, Zuschneidemesser

## Regionale Bezeichnungen
Eine Vielzahl von Bezeichnungen für das kleine Küchenmesser – meist in Verkleinerungsform – wurde von Lesern der Zeit gesammelt und veröffentlicht. Dazu gehören unter anderem Hümmelchen, Kneipchen, Schneidteufala und Zöppken.